# Kambuek Nicah
Kambuek Nicah is een bestuurslaag in het regentschap Pidie van de provincie Atjeh, Indonesië. Kambuek Nicah telt 388 inwoners (volkstelling 2010).